# St. Martin (Reischach)

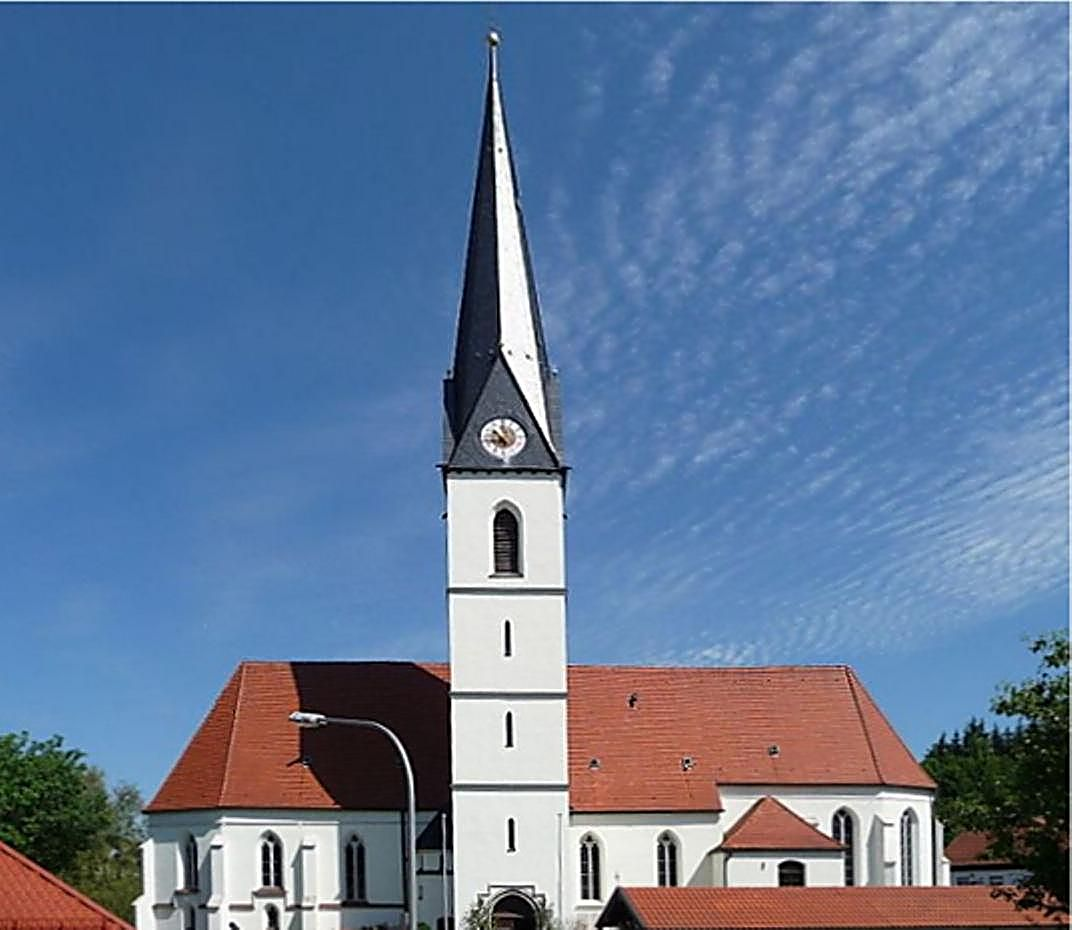
St. Martin in Reischach

Die römisch-katholische Pfarrkirche St. Martin ist ein Baudenkmal in Reischach im Landkreis Altötting.

## Geschichte
Bereits 930 ist ein Vorgängerbau der heutigen Kirche nachweisbar. Das Chordach des heutigen Baus wurde vermutlich um 1427 errichtet, das des Langhauses entstand laut dendrochronologischer Datierung 1484/85. Das ursprünglich vierjochige Langhaus wurde 1899 um zwei Joche mit westlichem Dreiachtelschluss verlängert. In diesem Zuge wurde auch der 52 Meter hohe Turm erstellt und ersetzte den 1865 wegen Einsturzgefahr abgebrochenen ursprünglichen Turm. Nach 1775 wurde die Sakristei aufgestockt. 1972 bis 1976 wurde der Innenraum renoviert und das Leichenhaus errichtet. 1992 folgten eine Außenrenovierung und eine  Neubedachung des Turms. 2006/07 wurde der Innenraum erneut renoviert und 2009/10 das Dach der Kirche erneuert. Die Friedhofsummauerung, es handelt sich um verputztes Ziegelmauerwerk mit Blendfeldern, wurde um 1899/1900 erneuert und erweitert, im Südwesten über älteren Stützmauern aus Tuffsteinquadern.

## Baubeschreibung
Bei St. Martin handelt es sich um eine langgestreckte Saalkirche mit leicht eingezogenem polygonalem Chor zu zwei Jochen mit abgesetzten Streben und Dreiachtelschluss. Chor und Langhaus überspannt ein Netzgewölbe über Rund- und Halbrunddiensten und Wandpfeilervorlagen.

## Ausstattung
Die Altäre sind aus dem Ende des 17. Jahrhunderts. Das Altarblatt des Hochaltars zeigt den heiligen Martin unter Armen. Daneben finden sich Figuren der Heiligen Petrus und Paulus. Im Auszug sind die Heilige Dreifaltigkeit und vier geflügelte Engelsköpfe dargestellt, daneben die Heiligen Johann Nepomuk und Nikolaus. Der Rokoko-Tabernakel aus dem Jahr 1767 ist von Bemhard Lenzbauer aus Neuötting. Die Seitenaltäre sind mit reichen Akanthusschnitzereien verziert. Im südlichen Seitenaltar steht eine Figur des heiligen Stephanus aus dem Ende des 15. Jahrhunderts. Die klassizistische Kanzel entstand um 1800. Über der Eingangstür finden sich Schnitzfiguren der Heiligen Magdalena (um 1520) und seitlich Maria und Johannes (um 1490). Im Joch daneben steht eine Figur des heiligen Sebastian aus dem Ende des 17. Jahrhunderts. Das Chorbogen-Kruzifix ist aus dem frühen 17. Jahrhundert und das Taufbecken aus dem 16. Jahrhundert. Im Chor und im ersten Langhausjoch sind Rotmarmorgrabplatten und Epitaphien angebracht, darunter für Martin Hohenecker († 1383),  Pfarrer Andreas Kirchdorfer († 1483) und Pfarrer Stephan Mayr († 1620). Die gotische Eingangstür mit Flachschnitzereien und Beschlag befindet sich jetzt am nördlichen Seiteneingang  zur Lourdeskapelle.
Die Orgel aus dem Jahr 1987 hat 18 Register, zwei Manuale und Pedal. Sie wurde von Georg Jann aus Allkofen gebaut. Der Prospekt aus dem Jahre 1902 ist von Franz Maerz aus München.